# 罗伯特·朗
罗伯特·朗（捷克語：Robert Lang，1970年12月19日—），捷克男子冰球运动员。他曾代表捷克斯洛伐克、捷克参加1992年、1998年、2002年和2006年冬季奥林匹克运动会冰球比赛，获得一枚金牌和二枚铜牌。